# Primera División 2011 (vrouwenvoetbal Uruguay)
Het seizoen 2011 van de Primera División was het vijftiende seizoen van de hoogste Uruguayaanse vrouwenvoetbalcompetitie. Het seizoen liep van september 2011 tot 8 juli 2012. Club Nacional de Football verdedigde hun titel met succes.

## Teams
Er namen oorspronkelijk twaalf ploegen deel aan de Primera División tijdens het seizoen 2011. Negen daarvan hadden vorig seizoen ook meegedaan, Racing Club de Montevideo keerde terug in de competitie en Salus FC en Club Seminario debuteerden in de Primera División. Ten opzichte van vorig seizoen ontbraken CA Fénix, CA Juventud en Institución Atlética Sud América.
Montevideo Wanderers FC gaf de eerste drie wedstrijden forfait en trok zich daarna terug uit de competitie. Kort daarna trok ook CA River Plate - dat al enkele wedstrijden daadwerkelijk had gespeeld - zich terug. Kort na het begin van de tweede seizoenshelft verliet ook CD San Francisco de Primera División. De competitie werd hierdoor uiteindelijk door slechts negen ploegen uitgespeeld. De reeds behaalde resultaten tegen Wanderers en River Plate werden geschrapt. De resultaten tegen San Francisco bleven staan.
| Club                      | Stad        | Vorig seizoen |
| ------------------------- | ----------- | ------------- |
| CA Bella Vista            | Montevideo  | 5e            |
| CA Cerro                  | Montevideo  | 7e            |
| Colón FC                  | Montevideo  | 3e            |
| Huracán FC                | Montevideo  | 9e            |
| Montevideo Wanderers FC   | Montevideo  | 4e            |
| Club Nacional de Football | Montevideo  | 1e            |
| Racing Club de Montevideo | Montevideo  | Geen deelname |
| CA River Plate            | Montevideo  | 2e            |
| Salus FC                  | Montevideo  | Geen deelname |
| CD San Francisco          | Las Piedras | 11e           |
| Club Seminario            | Montevideo  | Geen deelname |
| Udelar                    | Montevideo  | 10e           |

## Competitie-opzet
De competitie bestond (net zoals bij de mannen) uit twee delen: de Apertura en de Clausura. In de Apertura en de Clausura speelden alle ploegen eenmaal tegen elkaar. De winnaars van de Apertura en de Clausura kwalificeerden zich voor de halve finales van het Campeonato. De winnaar van het totaalklassement (waarin alle wedstrijden werden meegeteld) plaatste zich voor de finale van het Campeonato. De winnaar van die finale werd landskampioen, de verliezer werd tweede. Alle overige clubs werden gerangschikt op basis van het totaalklassement. Indien een ploeg zowel de Apertura als de Clausura won, waren ze automatisch landskampioen.

### Kwalificatie voor internationale toernooien
Het seizoen 2011 gold als kwalificatie voor de Zuid-Amerikaanse Copa Libertadores Femenina van 2012. De landkampioen mocht meedoen aan dat toernooi, dat in november 2012 in enkele steden in de staat Pernambuco (Brazilië) werd gespeeld.

## Apertura
Het Torneo Apertura vormde de eerste helft van het seizoen en werd gespeeld van september tot december 2011. Alle ploegen speelden eenmaal tegen elkaar. De ploeg met de meeste punten werd winnaar van de Apertura en plaatste zich voor de halve finale van het Campeonato.
Titelverdediger Club Nacional de Football had de beste competitiestart; uit de eerste vier wedstrijden haalden ze tien punten. Montevideo Wanderers FC kwam de eerste drie speelronden niet opdagen en trok zich terug uit de competitie. Na de vierde speelronde trok ook CA River Plate (de nummer twee van vorig jaar) zich terug. Doordat de Primera División nu twee ploegen minder had werd de competitie kortstondig stilgelegd. Bij de hervatting werd besloten dat de reeds behaalde resultaten tegen Wanderers en River Plate kwamen te vervallen. Dit had geen invloed op de score van Nacional, aangezien zij nog niet tegen die ploegen hadden moeten spelen.
Nacional won ook de twee daaropvolgende wedstrijden, maar werd tijdens hun deelname aan de Copa Libertadores - een periode waarin ze dus geen competitiewedstrijden speelden - tijdelijk ingehaald door Colón FC (dat wel al meer duels had gespeeld). Colón eindigde hun Apertura met een ruime zege op CD San Francisco en was op dat moment koploper, maar Nacional had toen slechts een punt achterstand met twee wedstrijden nog te spelen. De Tricolores wonnen deze duels allebei en werden zo ongeslagen winnaressen van het Apertura. CA Cerro eindigde met een punt achterstand als tweede, voor Colón. Wel was Colón de enige ploeg tegen wie Nacional niet had kunnen winnen; tijdens de tweede speelronde eindigde hun treffen in een 2–2 gelijkspel.

### Eindstand Apertura
|     | Club                      | Sp. | W | G | V | Pnt. | DV | DT | DS  |
| --- | ------------------------- | --- | - | - | - | ---- | -- | -- | --- |
| 1.  | Club Nacional de Football | 9   | 8 | 1 | 0 | 25   | 52 | 6  | +46 |
| 2.  | CA Cerro                  | 9   | 8 | 0 | 1 | 24   | 28 | 7  | +21 |
| 3.  | Colón FC                  | 9   | 6 | 2 | 1 | 20   | 36 | 10 | +26 |
| 4.  | Huracán FC                | 9   | 5 | 2 | 2 | 17   | 28 | 12 | +16 |
| 5.  | CA Bella Vista            | 9   | 4 | 1 | 4 | 13   | 19 | 14 | +5  |
| 6.  | CD San Francisco          | 9   | 4 | 1 | 4 | 13   | 13 | 33 | –20 |
| 7.  | Salus FC                  | 9   | 2 | 2 | 5 | 8    | 7  | 18 | –11 |
| 8.  | Udelar                    | 9   | 1 | 2 | 6 | 5    | 12 | 33 | –21 |
| 9.  | Club Seminario            | 9   | 1 | 0 | 8 | 3    | 6  | 38 | –32 |
| 10. | Racing Club de Montevideo | 9   | 0 | 1 | 8 | 1    | 7  | 37 | –30 |
| –.  | CA River Plate            | 3   | 2 | 1 | 0 | 7    | 9  | 2  | +7  |
| –.  | Montevideo Wanderers FC   | 3   | 0 | 0 | 3 | 0    | 0  | 6  | –6  |

### Legenda
| Kleur | Kwalificatie voor       |
| ----- | ----------------------- |
|       | Halve finale Campeonato |

### Uitslagen
| Uitploeg →                | CABV  | CAC   | CFC   | HFC   | MWFC  | CNdF   | RCM   | CARP  | SFC   | CDSF  | Semi  | UdlR  |
| Thuisploeg ↓              | CABV  | CAC   | CFC   | HFC   | MWFC  | CNdF   | RCM   | CARP  | SFC   | CDSF  | Semi  | UdlR  |
| ------------------------- | ----- | ----- | ----- | ----- | ----- | ------ | ----- | ----- | ----- | ----- | ----- | ----- |
| CA Bella Vista            |       | 0 – 2 |       | 0 – 2 |       |        | 5 – 0 |       |       |       | 2 – 1 |       |
| CA Cerro                  |       |       | 3 – 1 |       |       |        | 4 – 0 |       | 4 – 1 | 5 – 0 | 3 – 0 | 4 – 0 |
| Colón FC                  | 4 – 3 |       |       |       |       | 2 – 2  | 6 – 0 |       | 2 – 0 |       |       |       |
| Huracán FC                |       | 1 – 2 | 1 – 1 |       |       |        |       |       |       | 1 – 1 |       |       |
| Montevideo Wanderers FC   | 0 – 2 |       |       |       |       |        |       |       |       |       |       |       |
| Club Nacional de Football | 3 – 1 | 4 – 1 |       | 4 – 0 |       |        | 6 – 0 |       | 6 – 0 |       | 9 – 1 |       |
| Racing Club de Montevideo |       |       |       | 2 – 8 | 2 – 0 |        |       |       |       |       | 1 – 2 | 2 – 2 |
| CA River Plate            |       |       |       |       | 2 – 0 |        |       |       |       |       |       |       |
| Salus FC                  | 0 – 0 |       |       | 1 – 4 |       |        | 1 – 0 | 2 – 2 |       |       |       |       |
| CD San Francisco          | 2 – 6 |       | 0 – 8 |       |       | 0 – 8  | 3 – 2 |       | 1 – 0 |       | 2 – 0 |       |
| Club Seminario            |       |       | 0 – 6 | 0 – 9 |       |        |       | 0 – 5 | 0 – 3 |       |       | 2 – 3 |
| Udelar                    | 0 – 2 |       | 1 – 6 | 1 – 2 |       | 1 – 10 |       |       | 1 – 1 | 3 – 4 |       |       |

#### Topscorer
| №  | Speelster       | Club       | Goals |
| -- | --------------- | ---------- | ----- |
| 1. | Catherine Berni | Huracán FC | 15    |

## Clausura
Het Torneo Clausura vormde de tweede helft van het seizoen en werd gespeeld van april tot juni 2012. Alle ploegen speelden eenmaal tegen elkaar. De ploeg met de meeste punten werd winnaar van de Clausura en plaatste zich voor de halve finale van het Campeonato.
CD San Francisco kwam niet opdagen voor hun wedstrijd tegen Club Seminario in de tweede speelronde en trok zich vervolgens terug uit de competitie. Aan Seminario en alle toekomstige tegenstanders van San Francisco werd een forfaitzege van 3–0 toegekend.
Racing Club de Montevideo behaalde in de vierde speelronde een verrassend 0–0 gelijkspel tegen Club Nacional de Football. Het was voor Racing nog maar de tweede keer dit seizoen dat ze niet verloren en voor Nacional nog maar de tweede keer dat ze niet wonnen. CA Bella Vista was de eerste vier wedstrijden wel zonder puntverlies, hoewel ze toen alleen nog maar hadden gespeeld tegen ploegen die in de Apertura onder hun waren geëindigd. Ook Salus FC had nog de maximale score, mede door overwinningen op Colón FC en Huracán FC.
De wedstrijd tussen titelfavorieten CA Cerro en Nacional (de top-twee van de Apertura) eindigde in remise (1–1), terwijl Bella Vista en Salus overwinningen boekten (op respectievelijk Huracán en Racing) en hun voorsprong op de achtervolgers verruimden tot vier punten. In de daaropvolgende weken troffen Cerro en Nacional echter Bella Vista en Salus, wat resulteerde in zeges voor Cerro en Nacional tegen beide opponenten. Hierdoor werd de achterstand van die ploegen omgebogen in een voorsprong. Nadat ze allebei in de achtste speelronde wonnen kon de Clausura op de slotdag worden beslist. Maar zowel Cerro als Nacional boekten een overwinning en eindigden dus gelijk, waardoor een extra duel tussen deze ploegen nodig was om de winnaar van de Clausura aan te wijzen. Colón - dat behalve tegen Salus ook van Nacional had verloren - won hun laatste wedstrijden van het seizoen allemaal en eindigde daardoor nog op de derde plek in de Clausura.

### Eindstand Apertura
|     | Club                      | Sp. | W | G | V | Pnt. | DV | DT | DS  |
| --- | ------------------------- | --- | - | - | - | ---- | -- | -- | --- |
| 1.  | Club Nacional de Football | 9   | 7 | 2 | 0 | 23   | 32 | 4  | +28 |
| 2.  | CA Cerro                  | 9   | 7 | 2 | 0 | 23   | 24 | 4  | +20 |
| 3.  | Colón FC                  | 9   | 6 | 1 | 2 | 19   | 20 | 9  | +11 |
| 4.  | Salus FC                  | 9   | 6 | 1 | 2 | 19   | 17 | 7  | +10 |
| 5.  | CA Bella Vista            | 9   | 5 | 1 | 3 | 16   | 29 | 9  | +20 |
| 6.  | Huracán FC                | 9   | 3 | 0 | 6 | 9    | 15 | 17 | –2  |
| 7.  | Udelar                    | 9   | 3 | 0 | 6 | 9    | 9  | 26 | –17 |
| 8.  | Racing Club de Montevideo | 9   | 2 | 2 | 5 | 8    | 6  | 20 | –14 |
| 9.  | Club Seminario            | 9   | 1 | 1 | 7 | 4    | 5  | 32 | –27 |
| 10. | CD San Francisco          | 9   | 0 | 0 | 9 | 0    | 0  | 29 | –29 |

### Legenda
| Kleur | Kwalificatie voor             |
| ----- | ----------------------------- |
|       | Beslissingswedstrijd Clausura |

### Uitslagen
| Uitploeg →                | CABV  | CAC   | CFC   | HFC   | CNdF  | RCM   | SFC   | CDSF  | Semi  | UdlR  |
| Thuisploeg ↓              | CABV  | CAC   | CFC   | HFC   | CNdF  | RCM   | SFC   | CDSF  | Semi  | UdlR  |
| ------------------------- | ----- | ----- | ----- | ----- | ----- | ----- | ----- | ----- | ----- | ----- |
| CA Bella Vista            |       |       | 1 – 2 |       | 1 – 2 |       | 2 – 2 | 3 – 0 |       | 6 – 0 |
| CA Cerro                  | 3 – 1 |       |       | 1 – 0 | 1 – 1 |       |       |       |       |       |
| Colón FC                  |       | 1 – 1 |       | 3 – 0 |       |       |       | 3 – 0 | 2 – 1 | 3 – 0 |
| Huracán FC                | 0 – 4 |       |       |       | 0 – 5 | 8 – 1 | 0 – 1 |       | 4 – 0 | 0 – 2 |
| Club Nacional de Football |       |       | 4 – 2 |       |       |       |       | 3 – 0 |       | 8 – 0 |
| Racing Club de Montevideo | 0 – 2 | 0 – 4 | 0 – 4 |       | 0 – 0 |       | 0 – 1 | 3 – 0 |       |       |
| Salus FC                  |       | 0 – 2 | 2 – 0 |       | 0 – 3 |       |       | 5 – 0 | 1 – 0 | 5 – 0 |
| CD San Francisco          |       | 0 – 3 |       | 0 – 3 |       |       |       |       |       | 0 – 3 |
| Club Seminario            | 0 – 9 | 0 – 6 |       |       | 0 – 6 | 1 – 0 |       | 3 – 0 |       |       |
| Udelar                    |       | 1 – 3 |       |       |       | 0 – 1 |       |       | 3 – 0 |       |

### Beslissingswedstrijd
Omdat Club Nacional de Football en CA Cerro met een gelijk puntenaantal waren geëindigd moesten zij in een onderling duel strijden om de winst in de Clausura. Nacional had de Apertura al gewonnen en zou bij een overwinning landskampioen zijn. Indien Cerro zou winnen, dan plaatsten ze zich voor de halve finale van het Campeonato, waarin ze het nogmaals zouden moeten opnemen tegen Nacional.
Cerro scoorde snel en behield die voorsprong tot aan het eind van de eerste helft. Direct na rust maakte Nacional gelijk, maar kort daarna scoorde Cerro de 2–1. Met nog een halfuur te spelen kreeg Nacional een rode kaart, maar met tien vrouwen op het veld konden ze toch gelijk maken en verlengingen afdwingen. In de verlenging kwam Cerro voor de derde maal op voorsprong en raakte Nacional nog een speelster kwijt wegens een tweede gele kaart. De negen overgebleven Tricolores kwamen ook voor de derde maal weer op gelijke hoogte en strafschoppen moesten beslissen over winst in de Clausura. Pas bij de achtste strafschop viel de beslissing: Macarena Benítez miste namens Cerro en Lorena López scoorde voor Nacional. Hierdoor won Nacional de Clausura en waren ze voor de vierde keer landskampioen.
|             |                                                          |                                     |                                                          | |
| 8 juli 2012 | CA Cerro                                                 | 3 – 3 (n.v.)                        | Club Nacional de Football                                | Parque Luis Méndez Piana, Montevideo Toeschouwers: 180 Scheidsrechter: Claudia Umpiérrez (Uruguay) |
| 8 juli 2012 | Viana 9' Arrúa 46' Bonora 96'                            | Verslag (Mundo del Fútbol Femenino) | 46' Silveira 75' Pion 106' Castro                        | Parque Luis Méndez Piana, Montevideo Toeschouwers: 180 Scheidsrechter: Claudia Umpiérrez (Uruguay) |
| 8 juli 2012 | Strafschoppen                                            |                                     |                                                          | Parque Luis Méndez Piana, Montevideo Toeschouwers: 180 Scheidsrechter: Claudia Umpiérrez (Uruguay) |
| 8 juli 2012 | Olivera García Vicente Arrúa Viana Castillo Jara Benítez | 5 – 6                               | Castro Felipe Pion Moreno Colmán Sire R. Soravilla López | Parque Luis Méndez Piana, Montevideo Toeschouwers: 180 Scheidsrechter: Claudia Umpiérrez (Uruguay) |

3–3 na verlenging. Club Nacional de Football wint met 6–5 na strafschoppen en is kampioen van Uruguay.

## Totaalstand
De ploeg met de meeste punten in de totaalstand - de optelling van de Apertura en de Clausura - plaatste zich voor de finale van het Campeonato. Indien er twee ploegen gelijk eindigden met de meeste punten, dan zouden ze beslissingswedstrijden spelen.
Omdat Club Nacional de Football zowel de Apertura als de Clausura had gewonnen waren ze ook eerste in de totaalstand. De Tricolores waren hierdoor ook automatisch landskampioen geworden. Zij plaatsten zich voor de Copa Libertadores Femenina 2012 in Brazilië. CA Cerro en Colón FC eindigden zowel in de Apertura als in de Clausura als respectievelijk tweede en derde. Zij bezetten die posities dus ook in het eindklassement.

### Eindstand
|     | Club                      | Sp. | W  | G | V  | Pnt. | DV | DT | DS  |
| --- | ------------------------- | --- | -- | - | -- | ---- | -- | -- | --- |
| 01. | Club Nacional de Football | 18  | 15 | 3 | 0  | 48   | 84 | 10 | +74 |
| 2.  | CA Cerro                  | 18  | 15 | 2 | 1  | 47   | 52 | 11 | +41 |
| 3.  | Colón FC                  | 18  | 12 | 3 | 3  | 39   | 56 | 19 | +37 |
| 4.  | CA Bella Vista            | 18  | 9  | 2 | 7  | 29   | 48 | 23 | +25 |
| 5.  | Salus FC                  | 18  | 8  | 3 | 7  | 27   | 24 | 25 | –1  |
| 6.  | Huracán FC                | 18  | 8  | 2 | 8  | 26   | 43 | 29 | +14 |
| 7.  | Udelar                    | 18  | 4  | 2 | 12 | 14   | 21 | 59 | –38 |
| 8.  | CD San Francisco          | 18  | 4  | 1 | 13 | 13   | 13 | 62 | –49 |
| 9.  | Racing Club de Montevideo | 18  | 2  | 3 | 13 | 9    | 13 | 57 | –44 |
| 10. | Club Seminario            | 18  | 2  | 1 | 15 | 7    | 11 | 70 | –59 |

### Legenda
| Kleur | Kwalificatie voor               |
| ----- | ------------------------------- |
|       | Copa Libertadores Femenina 2012 |

| Winnaar Primera División 2011      |
| ---------------------------------- |
| Club Nacional de Football 4e titel |

#### Topscorers
Carolina Birizamberri van CA Bella Vista scoorde achttienmaal en werd daarmee topscorer van de competitie.
| №  | Speelster             | Club(s)        | Goals |
| -- | --------------------- | -------------- | ----- |
| 1. | Carolina Birizamberri | CA Bella Vista | 18    |

## Campeonato Uruguayo
Het Campeonato Uruguayo bepaalde de winnaar van de Primera División 2011. De winnaars van de Apertura (Club Nacional de Football) en de Clausura (Nacional) zouden in de halve finale het tegen elkaar opnemen en de winnaar daarvan zou zich kwalificeren voor de finale, waarin ze zouden spelen tegen de nummer een van de totaalstand (Nacional). De halve finale zou worden gespeeld over één wedstrijd, de finale zou over twee wedstrijden worden beslist.
Omdat Nacional de Apertura en de Clausura won, waren ze automatisch landskampioen en hoefde het Campeonato niet gespeeld te worden.
1997 · 1998 · 1999 · 2000 · 2001 · 2002 · 2003 · 2004 · 2005 · 2006 · 2007 · 2008 · 2009 · 2010 · 2011 · 2012 · 2013 · 2014 · 2015 · 2016 · 2017 · 2018 · 2019 · 2020 · 2021